# Myotis fortidens
Myotis fortidens (Miller & G. M. Allen, 1928) è un pipistrello della famiglia dei Vespertilionidi diffuso nell'America centrale.

## Descrizione

### Dimensioni
Pipistrello di piccole dimensioni, con la lunghezza della testa e del corpo tra 46 e 53,6 mm, la lunghezza dell'avambraccio tra 37,4 e 38,6 mm, la lunghezza della coda tra 34,2 e 39 mm, la lunghezza del piede tra 7,2 e 8 mm, la lunghezza delle orecchie di 13,6 mm.

### Aspetto
La pelliccia è lunga e leggermente lanosa. Le parti dorsali sono giallo-arancioni o cannella, mentre le parti ventrali sono giallo-brunastre. La base dei peli è ovunque nerastra. Le orecchie sono strette ed appuntite. Il trago è lungo, sottile ed appuntito. Le membrane alari sono nerastre e attaccate posteriormente alla base delle dita dei piedi, i quali sono relativamente grandi. La coda è lunga ed inclusa completamente nell'ampio uropatagio. 

## Biologia

### Comportamento
Si rifugia nelle cavità degli alberi, in buchi prodotti su steli di cardo, nei tetti di paglia delle case e in foglie arrotolate di Heliconia. Forma piccoli gruppi, con gli individui ben distanziati tra loro. Viene frequentemente osservata mentre vola intorno ad edifici che può utilizzare come siti notturni. Il volo è lento ed erratico.

### Alimentazione
Si nutre di insetti catturati in volo a circa 2-4 metri dal suolo.

### Riproduzione
Le nascite avvengono nel mese di maggio.

## Distribuzione e habitat
Questa specie è diffusa nel Messico dagli stati di Sonora e Veracruz fino al Chiapas e in Guatemala.
Vive nelle foreste secche e semi-decidue di pianura.

## Tassonomia
Sono state riconosciute 2 sottospecie:
- M.f.fortidens: Coste occidentali del Messico dalla parte meridionale dello stato di Sinaloa  fino al Guatemala meridionale e dal Tamaulipas fino al Chiapas ad est;
- M.f.sonoriensis (Findley & Jones, 1967): Stati messicani nord-occidentali di Sonora e Sinaloa settentrionale.

## Conservazione
La IUCN Red List, considerato il vasto areale, la popolazione presumibilmente numerosa, la presenza in diverse aree protette e la tolleranza alle modifiche ambientali, classifica M.fortidens come specie a rischio minimo (Least Concern)).